# (13260) Sabadell
(13260) Sabadell es un asteroide que forma parte del cinturón de asteroides y fue descubierto el 23 de agosto de 1998 por Antoni Vidal y Ferrán Casarramona desde el Observatorio de la Montjoia, España.

## Designación y nombre
Sabadell fue designado al principio como 1998 QZ15.
Más tarde, en 2000, se nombró por la Agrupació Astronòmica de Sabadell de la localidad española homónima.

## Características orbitales
Sabadell está situado a una distancia media del Sol de 2,548 ua, pudiendo acercarse hasta 2,145 ua y alejarse hasta 2,952 ua. Tiene una excentricidad de 0,1583 y una inclinación orbital de 12,76 grados. Emplea en completar una órbita alrededor del Sol 1486 días. El movimiento de Sabadell sobre el fondo estelar es de 0,2423 grados por día.

## Características físicas
La magnitud absoluta de Sabadell es 13,4 y el periodo de rotación de 6,437 horas.